# 羅玉通
羅玉通（1985年10月6日—），廣東惠城人，中國退役男子跳水運動員，倫敦奧運金牌得主。

## 生平
羅玉通出生于廣東惠州市惠城區小金口街道辦事處白石村。在12歲時，被選入惠州市體校的跳水隊。三年後，被送到廣東省跳水隊。
2000年，首次在全國跳水比賽中奪得冠軍，並在國際泳聯大獎賽中獲得過十米高台冠軍和雙人十米高台冠軍。
2002年6月，與田亮出戰西班牙舉行的第十三屆世界杯跳水賽雙人十米台，奪得冠軍，並同時獲得跳水男子團體金牌。2012年，罗玉通出战伦敦奥运会，于8月1日在男子双人3米板中与秦凯搭档成功夺冠。

## 主要成績
- 2010年 亞洲運動會 男子双人3米跳板 金牌
- 2010年 亞洲運動會 男子3米跳板 銀牌